# ジャスミン/Rainbow
「ジャスミン/Rainbow」（ジャスミン/レインボー）は、V6の31枚目のシングル。2007年5月23日にavex traxから発売された。

## 解説
前作『HONEY BEAT/僕と僕らのあした』から約4ヶ月ぶりのリリースとなる、通算31枚目のシングル。両A面シングルであるが、「Rainbow」はミュージックビデオが存在せず(このパターンは『Catch』『タカラノイシ』『MAGIC CARPET RIDE』で他の例が認められる。)、歌番組での披露はされていない。
限定生産盤A（CD+DVD）・限定生産盤B（CD+スペシャルブックレット）・通常盤（CDのみ）の3形態でリリースされた。
6作連続、通算では18作目のオリコン週間1位を獲得。

## 特典
- 初回限定盤B
  - スペシャル・フォトブックレット

## 収録曲

### CD

#### 通常盤
1. ジャスミン
作詞・作曲：近藤薫
編曲：小幡英之
  - 井ノ原快彦出演 テレビ朝日系ドラマ『警視庁捜査一課9係 season2』主題歌
  - TBS系『学校へ行こう!MAX』テーマソング
  - 井ノ原と岡田にソロパートがある。
2. Rainbow
作詞：小川マキ
作曲：大隅知宇
編曲：久米康隆
  - フジテレビ系『VivaVivaV6』テーマソング
  - 「早稲田アカデミー」CMソング
3. Gram-8 - 20th Century
作詞・作曲・編曲：HIKARI
4. Our Place - Coming Century
作詞：KOMU
作曲：HIKARI
編曲：家原正樹
5. ジャスミン（Instrumental）
6. Rainbow（Instrumental）
7. Gram-8（Instrumental）
8. Our Place（Instrumental）

#### 初回生産限定盤A/B
※別バージョン曲は初回生産限定盤Bのみ収録。
1. ジャスミン
2. Rainbow
3. ジャスミン [BOSSA NOVA VERSION.] - Coming Century
編曲:武藤良明
4. ジャスミン [LAIDBACK VERSION.] - 20th Century
編曲:久米康隆

### DVD
※初回限定盤Aのみ
1. ジャスミン music clip [20th Century Ver.]
2. ジャスミン music clip [Coming Century Ver.]

## 収録アルバム
- 『Voyager』（#1, 2）
- 『SUPER Very best』（#1）